# Краљица пустиње
Краљица пустиње (енгл. Queen of the Desert) амерички је биографски филм из 2015. Заснован је на животу Гертруде Бел, британске књижевнице, археолога, шпијунке и авантуристкиње, која је на почетку двадесетог века истраживала Блиски исток и која је снажно утицала на уцртавање државних граница на тим просторима након Првог светског рата. Филм је режирао немачки редитељ Вернер Херцог, који је написао и сценарио. Ово је Херцогов први филм након петогодишње паузе. Главне улоге тумаче Никол Кидман, Џејмс Франко, Дејмијан Луис и Роберт Патинсон.
Филм је сниман на локацијама у Мароку и Јордану. Премијерно је приказан у оквиру главног такмичарског програма 65. филмског фестивала у Берлину, док је у Србији премијерно приказан на ФЕСТу. Дочекан је махом негативним оценама филмских критичара. Филм је лоше прошао на благајнама, зарадивши два милиона долара, док је буџет филма био 36 000 000 долара

## Улоге
| Глумац          | Улога               |
| --------------- | ------------------- |
| Никол Кидман    | Гертруда Бел        |
| Џејмс Франко    | Хенри Кадоган       |
| Дејмијан Луис   | Чарлс Даути-Вили    |
| Роберт Патинсон | Томас Едвард Лоренс |